# Kelly Robson
Kelly Robson, née le 17 juillet 1967 à Edmonton en Alberta, est une écrivaine canadienne de science-fiction, de fantasy et d'horreur.

## Biographie
En 2017, elle reçoit le prix Nebula de la meilleure nouvelle longue avec A Human Stain. Elle reçoit également deux prix Aurora de la meilleure nouvelle en anglais, en 2016 avec Waters of Versailles (en) et en 2019 avec Gods, Monsters, and the Lucky Peach.

## Vie privée
Elle est mariée avec l'écrivaine A. M. Dellamonica (en) et vit à Toronto. 

## Œuvres

### Romans courts
- (en) Waters of Versailles, 2015
- (en) Gods, Monsters, and the Lucky Peach, 2018
- (en) High Times in the Low Parliament, 2022

### Recueils de nouvelles
- (en) Alias Space and Other Stories, 2021